# Mein Herze schwimmt im Blut, BWV 199
Meine Herze schwimmt im Blut, BWV 199 (El meu cor es nega dins la sang), és una cantata religiosa de Johann Sebastian Bach, per a l'onzè diumenge després de la Trinitat estrenada a Weimar el 12 de juliol de 1714.

## Origen i context
El llibret és de Georg Christian Lehms –poeta, bibliotecari i conseller de la cort de Darmstadt– que l'any 1711 publicà un cicle de cantates que cobrien tot l'any litúrgic amb el títol Gottgefälliges Kirchen-Opffer; en el coral del sisè número es fa ús de la tercera estrofa de l'himne Wo soll ich fliehen bin de Johann Heermann (1630). El text fa referència a l'evangeli del dia Lluc (18, 9-14) que conté la Paràbola del fariseu i el publicà, en què es narra com el publicà –recaptador d'impostos– fou perdonat per haver reconegut els seus pecats i, en canvi, el fariseu condemnat pel seu orgull.
És una de les primeres cantates de Bach, de l'època de Weimar – si bé la partitura no es trobà fins fa poc temps, l'any 1911 a la Biblioteca Reial de Copenhaguen –exclusivament per a soprano i sense cor, d'acord amb els pocs recursos disponibles en aquella època. Posteriorment, Bach la va refer diverses vegades amb instrumentacions diferents, a Köthen entre 1720 i 1723 i més tard a Leipzig, l'agost de 1723. Per a aquest diumenge es conserven altres dues cantates, la BWV 113 i la BWV 179.

## Anàlisi
Obra escrita per a soprano, oboè, corda i baix continu. Consta de vuit números tots ells interpretats pel soprano, fins i tot el coral del número 6.
1. Recitatiu (soprano): Meine Herze schwimmt im Blut (El meu cor es nega dins la sang)
2. Ària i recitatiu (soprano): Stumme Seufzer, stille Klagen (Sospirs muts, planys callats)
3. Recitatiu (soprano): Doch Gott muss mir genädig sein (Però Déu ha de ser misericordiós amb mi)
4. Ària (soprano): Tief gebückt und voller Reue (Humiliat i plenament penedit)
5. Recitatiu (soprano): Auf diese Schmerzensreu (En aquesta penitència dolorosa)
6. Coral (soprano): Ich, dein betrübtes Kind (Jo, el vostre fill afligit)
7. Recitatiu (soprano): Ich lege mich in diese Wunden (M'ajec dins aquestes nafres)
8. Ària (soprano): Wie freudig ist mein Herz (Que feliç és el meu cor)

El recitatiu inicial, molt centrat en la declamació, arriba, sovint, a cantabile per tal de destacar el sentit de les paraules com, per exemple, en el primer vers schwimmt im Blut (es nega dins la sang), i quan s'arriba al punt més agut de la tessitura Himmel (cel) i Engel (àngels). L'ària del segon número amb l'oboè que desenvolupa una melodia típicament bachiana, té una estructura tripartita, amb un passatge recitatiu central secco de gran expressivitat. Segueix un recitatiu, número 3, que dona lloca a una ària de gran intensitat, la música de la qual reflecteix la postració que indica el text amb un seguit de girs descendents. El número 5 és un breu recitatiu que introdueix el coral que canta el solista acompanyat dels ritornellos del violoncel piccolo o de la viola de gamba, segons les versions. El text indicat es toca amb la melodia de Auf meinen lieben Gott. El recitatiu del número 7 d'un to ple d'esperança arriba al clímax en una vocalització sobre frolich singen (cantaré a plaer i alegre), dona pas a l'ària final amb l'aire decidit d'una giga, expressada en una altra vocalització sobre freudig (feliç), veritable punt clau del moviment que clou la cantata, que té una durada aproximada d'uns vint-i-cinc minuts.

## Discografia seleccionada
- J.S. Bach: Das Kantatenwerk. Sacred Cantatas Vol. 10. Nikolaus Harnoncourt, Concentus Musicus Wien, Barbara Bonney. (Teldec), 1994.
- J.S. Bach: The complete live recordings from the Bach Cantata Pilgrimage. CD 37: St David's Cathedral, Pembrokeshire; 3 de setembre de 2000. John Eliot Gardiner, English Baroque Soloists, Magdalena Kozena. (Soli Deo Gloria), 2013.
- J.S. Bach: Complete Cantatas Vol. 2. Ton Koopman, Amsterdam Baroque Orchestra & Choir, Barbara Scklick. (Challenge Classics), 2006.
- J.S. Bach: Cantatas Vol. 4. Masaaki Suzuki, Bach Collegium Japan, Midori Suzuki. (BIS), 1996.
- J.S. Bach: Church Cantatas Vol. 60. Helmuth Rilling, Bach Collegium Stuttgart, Arleen Augér. (Hänssler), 1999.
- J.S. Bach: Sacred Masterpieces CD 20. John Eliot Gardiner, English Baroque Soloists, Magdalen Kozena. (Archiv Produktion), 2010.
- J.S. Bach: Cantatas & Arias. Harry Bicket, The English Concert, Elisabeth Watts. (Harmonia Mundi), 2011.
- J.S. Bach: Cantatas - Arias. Thurston Dart, Pilharmonia Orchestra, Elisabeth Schwarzkopf. (EMI), 1999.
- J.S. Bach: Cantatas. Monica Huggett, Ensemble Sonnerie, Nancy Argenta. (Virgin), 1993.